# Batalla de Kowloon
La batalla de Kowloon fue un breve enfrentamiento naval entre fuerzas británicas y chinas en el estuario del río Perla frente a Kowloon el 4 de septiembre de 1839. También se considera la batalla como la primera batalla de la primera guerra del Opio.

## Preludio
En 1839, Lin Zexu expulsó a los traficantes de opio de Cantón y confiscó y destruyó sus suministros. Para ejercer más presión sobre los británicos, prohibió a los lugareños vender provisiones a los barcos británicos.

## La batalla
El día 4 de septiembre de 1839 a las cuatro de la mañana, tres barcos británicos zarparon hacia Kowloon junto con el comandante de la flota británica en China, Charles Elliot, para cargar provisiones y agua. Elliot había informado previamente a las autoridades chinas a través del misionero Karl Gützlaff, que además era experto respecto a China, que sus barcos responderían con fuerza militar si se negaban a llevarse provisiones.
Al mediodía los tres barcos británicos Louisa, Pearl y Volage llegaron a Kowloon. El Louisa tenía 16 cañones, el Pearl tenía seis. Se encontraron con parte de la Armada de Defensa Costera bajo el mando del comandante regional adjunto Lai Enjue. Tenía a su disposición tres juncos de guerra, cada uno con diez cañones. Las fuerzas navales chinas fueron apoyadas por la batería costera en Kowloon. Cuando los chinos intentaron bloquear a los británicos, las fuerzas británicas abrieron fuego contra los barcos chinos al mediodía por orden del capitán del Volage. Se produjo de esa manera un duelo de artillería que duró varias horas. Durante el combate, sólo el Louisa, el Pearl y dos pinazas que los seguían dispararon. El propio Volage no tomó parte en el combate. Los británicos dejaron de luchar por la tarde para coger munición. El duelo de artillería continuó luego hasta horas de la tarde. Al caer la noche, los barcos británicos se retiraron de Kowloon.

## Consecuencias
El enviado especial de China en Guangdong – Lin Zexu – informó al emperador Daoguang que sus soldados habían hundido un barco y matado al menos a 17 soldados británicos. Informó también de dos muertos y cuatro heridos por su parte. La parte británica no proporcionó ninguna información sobre las pérdidas chinas y sólo informó de unas pocos heridos leves a causa del combate.
Después de la batalla, se les permitió a los comerciantes chinos a abastecer de forma encubierta a los barcos británicos.